# Panoramabrücke Sigriswil

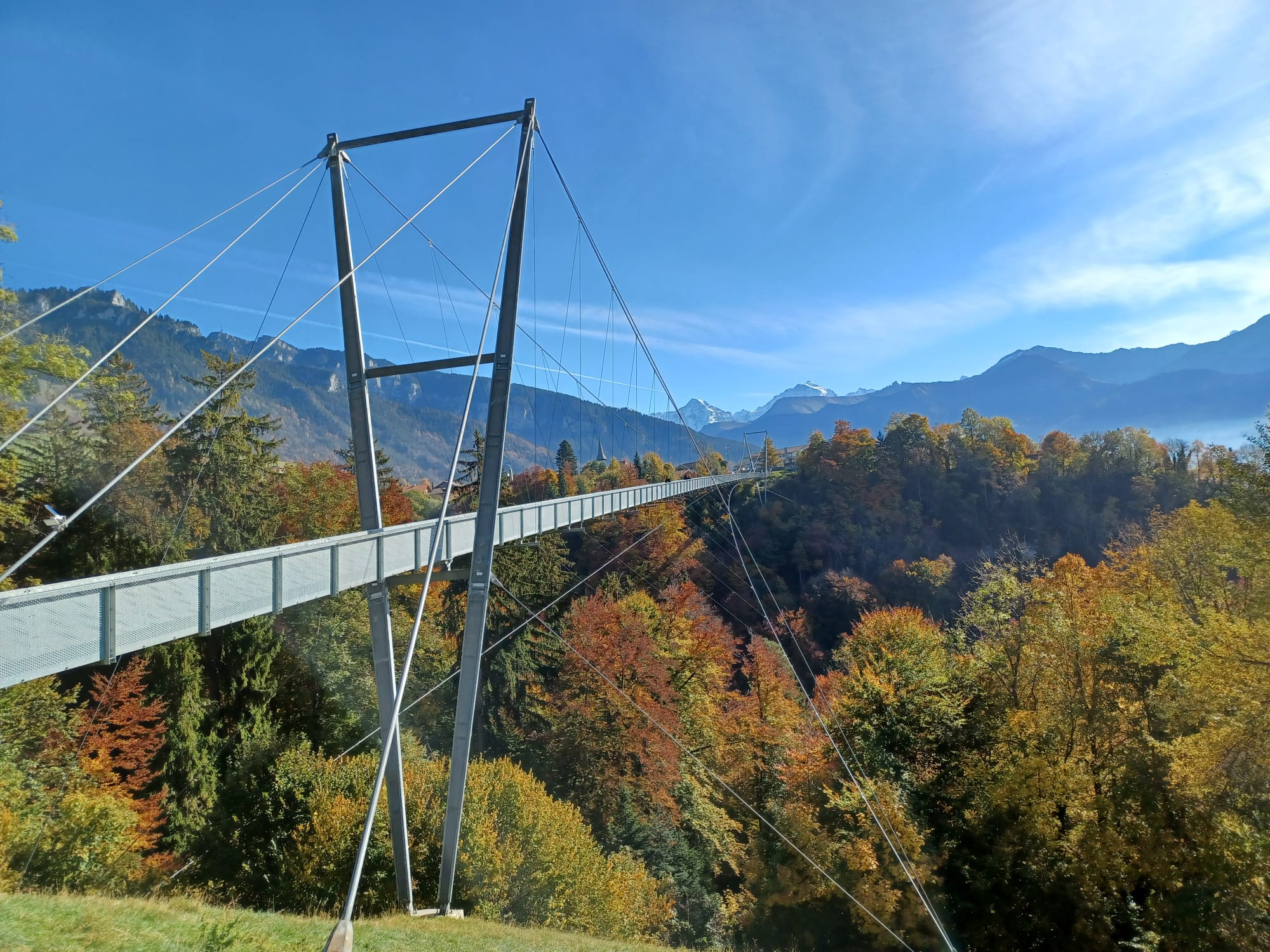
Die Panoramabrücke von Sigriswil

Die Panoramabrücke Sigriswil ist eine Fussgängerhängebrücke, die Sigriswil über die Guntebachschlucht mit Aeschlen im Schweizer Kanton Bern verbindet. Sie hat eine Spannweite von 344 Metern. Damit ist sie die drittlängste Fussgängerbrücke der Schweiz, in der Liste der längsten Fußgängerhängebrücken rangiert sie Stand Januar 2025 auf Platz 16.

## Beschreibung

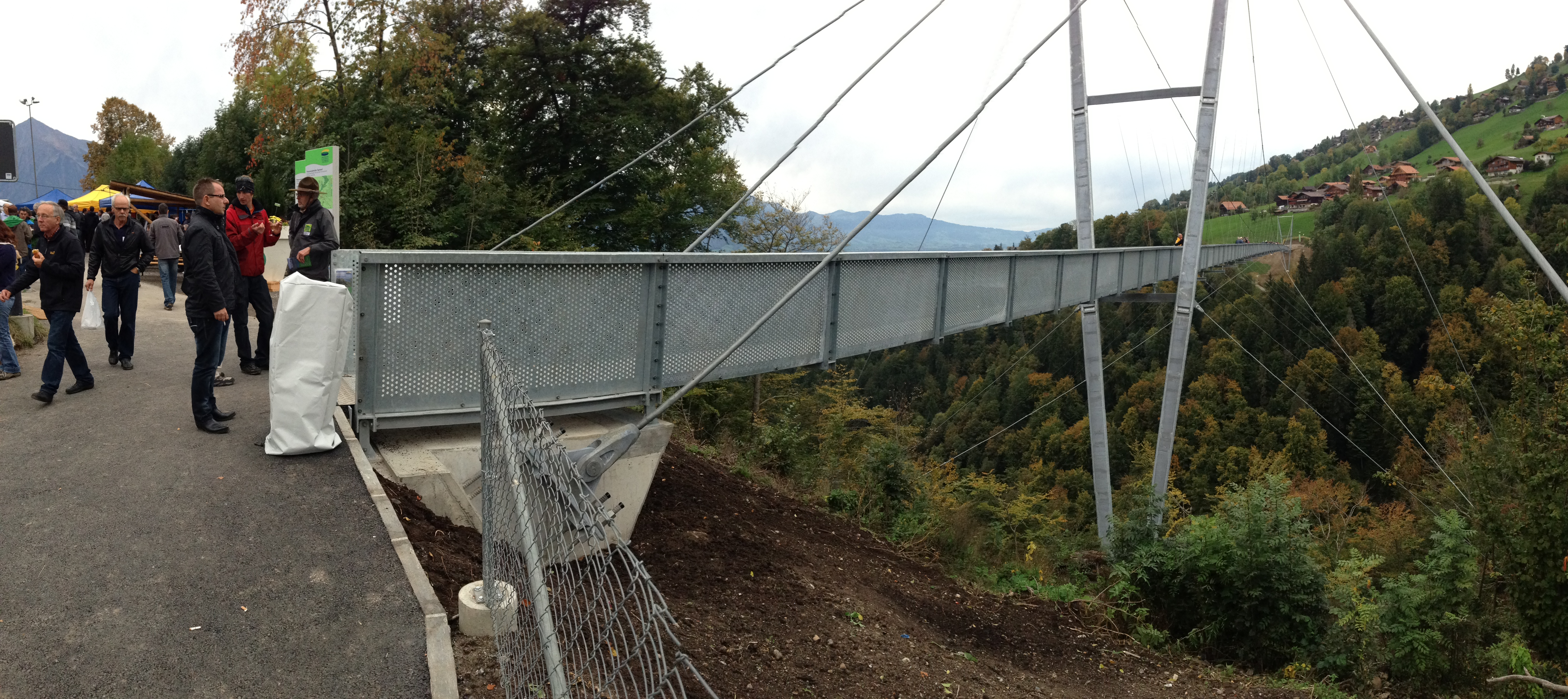
Die Überquerung ist kostenpflichtig

Die Panoramabrücke liegt im Maximum 182 Meter über der Guntebachschlucht (Gummischlucht). Die Überquerung ist ganzjährig möglich, allerdings kostenpflichtig (8 Franken). Die Brücke kostete 1,2 Mio. Franken, inkl. Umgebung und Nebenkosten sogar 1,5 Mio. Franken. Der Bauherr war der Verein Panorama Rundweg Thunersee. Eröffnet wurde die Brücke im Oktober 2012.

## Technik

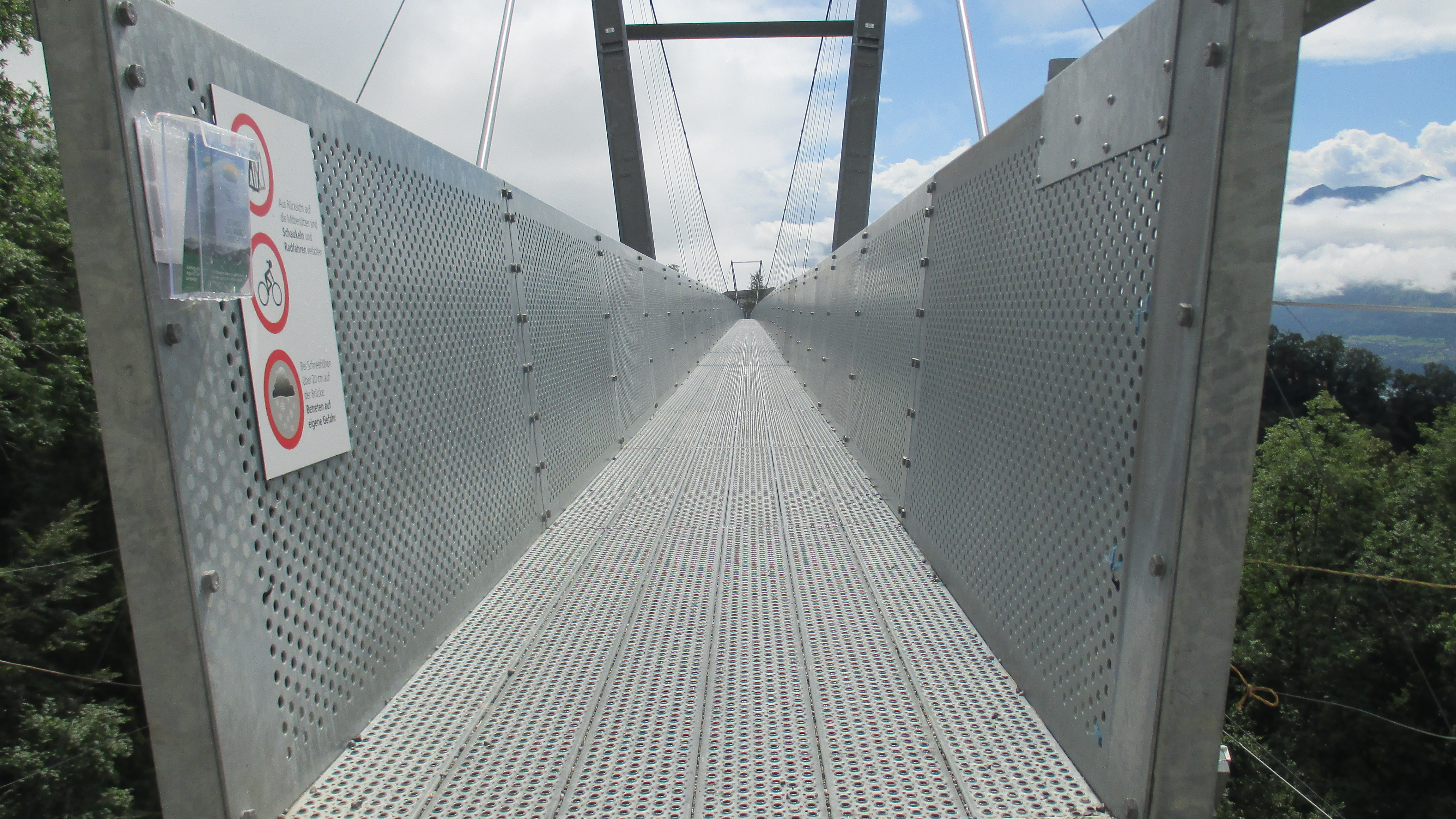
Wände und Boden aus Lochblech

Die Tragseile sind 65 mm dick, die an 27 Meter hohen Pylonen gespannt sind. Verankert ist die Hängebrücke mit 36 Bodenankern, die jeweils eine Länge von 8–13 Metern haben. Die Lauffläche besteht aus gelochtem Metallblech.

## Wanderweg
Über die Panoramabrücke führt eine Etappe des «Panorama-Rundwegs Thunersee».

## Auszeichnungen
- 2014: Anerkennungspreis des Prix Acier